# Eclytus multicolor
Eclytus multicolor là một loài tò vò trong họ Ichneumonidae.